# Komisariat Ziemi Świętej
Komisariat Ziemi Świętej - oficjalne przedstawicielstwo Kustodii Ziemi Świętej na terenie konkretnego państwa lub regionu (np. Sycylia, Sardynia).